# 500 miles d'Indianapolis 1972

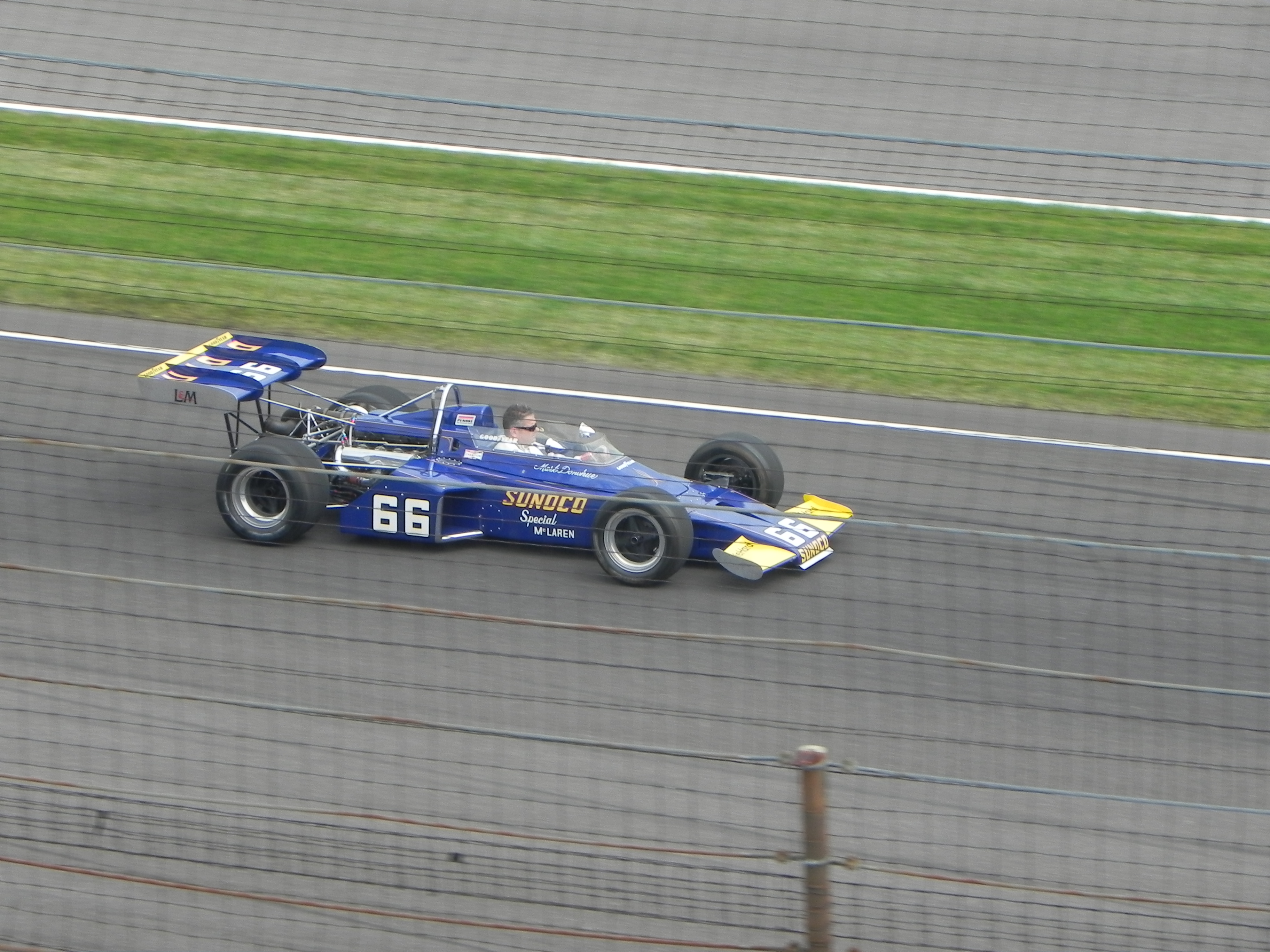
La McLaren-Offenhauser de Mark Donohue, victorieuse de l'édition 1972 des 500 miles d'Indianapolis, en démonstration en 2011 sur l'ovale d'Indianapolis.

Les 500 miles d'Indianapolis 1972, disputés sur l'Indianapolis Motor Speedway le samedi 27 mai 1972, ont été remportés par le pilote américain Mark Donohue sur une McLaren-Offenhauser.

## Grille de départ
| Ligne | Intérieur         | Milieu            | Extérieur        |
| 1     | Bobby Unser       | Peter Revson      | Mark Donohue     |
| 2     | Gary Bettenhausen | Mario Andretti    | Joe Leonard      |
| 3     | Sam Posey         | Johnny Rutherford | Swede Savage     |
| 4     | Steve Krisiloff   | Lloyd Ruby        | Mel Kenyon       |
| 5     | Jim Hurtubise     | John Martin       | Jerry Grant      |
| 6     | Mike Mosley       | A. J. Foyt        | Bill Vukovich II |
| 7     | Al Unser          | Roger McCluskey   | George Snider    |
| 8     | Carl Williams     | Dick Simon        | Sammy Sessions   |
| 9     | Mike Hiss         | Gordon Johncock   | Salt Walther     |
| 10    | Denny Zimmerman   | John Malher       | Lee Kunzman      |
| 11    | Jimmy Caruthers   | Cale Yarborough   | Wally Dallenbach |

La pole a été réalisée par Bobby Unser à la moyenne de 315,335 km/h. Il s'agit également du meilleur temps des qualifications.

## Classement final
| no | Pilote              | Voiture              | Tours | Temps/Abandon     |
| 1  | Mark Donohue        | McLaren-Offenhauser  | 200   |                   |
| 2  | Al Unser            | Parnelli-Offenhauser | 200   |                   |
| 3  | Joe Leonard         | Parnelli-Offenhauser | 200   |                   |
| 4  | Sammy Sessions      | Lola-Ford            | 200   |                   |
| 5  | Sam Posey (R)       | Eagle-Offenhauser    | 198   |                   |
| 6  | Lloyd Ruby          | Atlanta-Foyt         | 196   |                   |
| 7  | Mike Hiss (R)       | Eagle-Offenhauser    | 196   |                   |
| 8  | Mario Andretti      | Parnelli-Offenhauser | 194   | panne d'essence   |
| 9  | Jimmy Caruthers (R) | Scorpion-Foyt        | 194   |                   |
| 10 | Cale Yarborough     | Atlanta-Foyt         | 193   |                   |
| 11 | George Snider       | Coyote-Foyt          | 190   | boite de vitesses |
| 12 | Jerry Grant         | Eagle-Offenhauser    | 188   |                   |
| 13 | Dick Simon          | Lola-Foyt            | 186   | panne d'essence   |
| 14 | Gary Bettenhausen   | McLaren-Offenhauser  | 182   | allumage          |
| 15 | Wally Dallenbach    | Lola-Foyt            | 182   |                   |
| 16 | John Martin (R)     | Brabham-Offenhauser  | 161   | fuite d'essence   |
| 17 | Lee Kunzman (R)     | Gerhardt-Offenhauser | 131   | roue perdue       |
| 18 | Mel Kenyon          | Coyote-Ford          | 126   | injection         |
| 19 | Denny Zimmerman     | McLaren-Offenhauser  | 116   | allumage          |
| 20 | Gordon Johncock     | McLaren-Offenhauser  | 113   | moteur            |
| 21 | Steve Krisiloff     | Kingfish-Offenhauser | 102   | allumage          |
| 22 | John Malher (R)     | McLaren-Offenhauser  | 99    | moteur            |
| 23 | Jim Hurtubise       | Coyote-Foyt          | 94    |                   |
| 24 | Roger McCluskey     | Antares-Offenhauser  | 92    | moteur            |
| 25 | A. J. Foyt          | Coyote-Foyt          | 60    | turbo             |
| 26 | Mike Mosley         | Eagle-Offenhauser    | 56    | accident          |
| 27 | Johnny Rutherford   | Brabham-Offenhauser  | 55    | mécanique         |
| 28 | Bill Vukovich II    | Eagle-Offenhauser    | 54    | mécanique         |
| 29 | Carl Williams       | Eagle-Offenhauser    | 52    | mécanique         |
| 30 | Bobby Unser         | Eagle-Offenhauser    | 31    | allumage          |
| 31 | Peter Revson        | McNamara-Offenhauser | 23    | boite de vitesses |
| 32 | Swede Savage (R)    | Eagle-Offenhauser    | 5     | mécanique         |
| 33 | Salt Walther (R)    | Colt-Foyt            | 0     | mécanique         |

Un (R) indique que le pilote était éligible au trophée du "Rookie of the Year" (meilleur débutant de l'année), attribué à Mike Hiss.

## À noter
- Arrivé initialement 2e avec 200 tours parcourus, Jerry Grant a été pénalisé de 12 tours pour avoir effectué son dernier ravitaillement, au 188e tour, à partir de la citerne de son coéquipier Bobby Unser. Les officiels ont estimé que sa course s'est arrêtée à ce moment-là.
- L'épreuve a été endeuillée par l'accident mortel de Jim Malloy lors des essais.

## Sources
- (en) Résultats complets sur le site officiel de l'Indy 500